# لاجا غوري
لاجا غوري، هي إلهة هندوسية برأس لوتس مرتبطة بالوفرة والخصوبة والجنس، وأحيانا توصف مجازا باسم لاجا ("التواضع"). تظهر أحيانا في وضعية الولادة، ولكن بدون علامات خارجية للحمل.